# Al-Azraq
|  | Per a la ciutat jordana, vegeu Al-Àzraq (Jordània). |

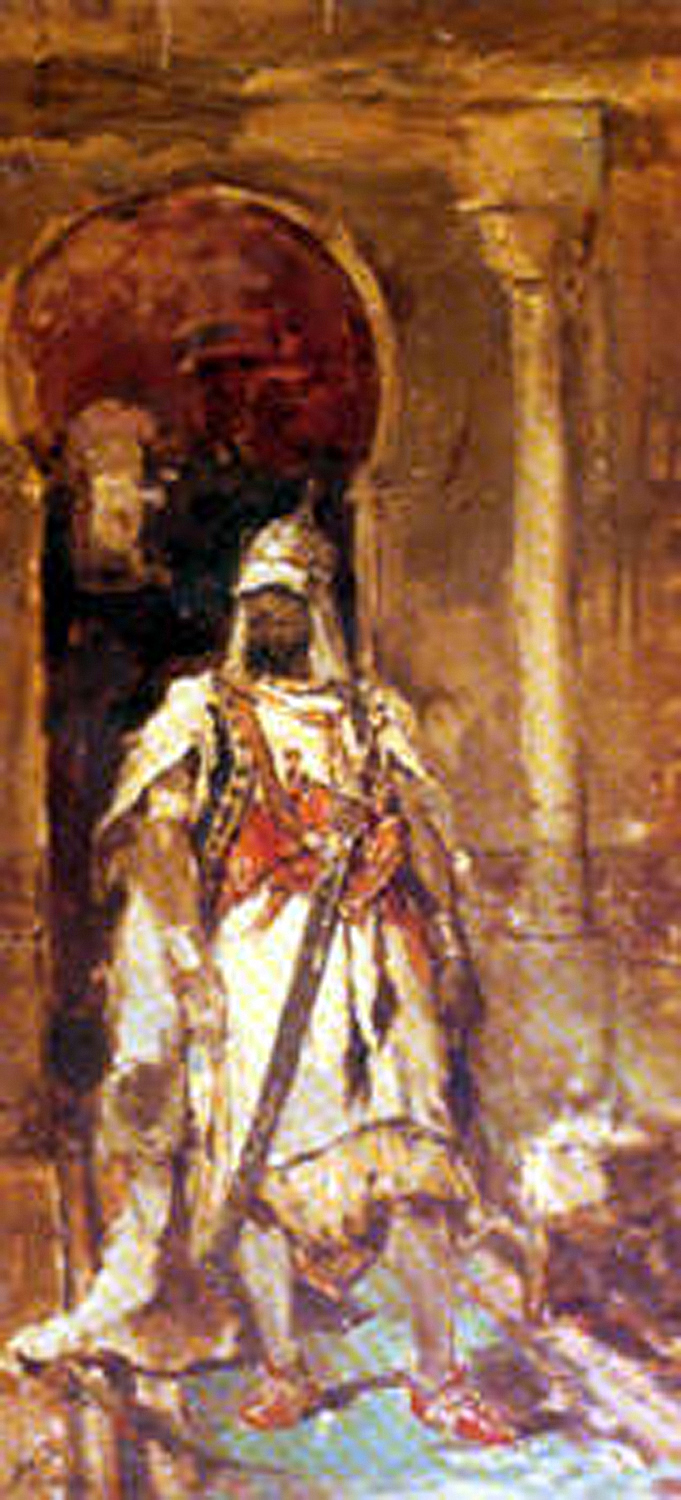
Toni, el rei, de Francesc Laporta Valor (Alcoi, 1850-1914), caracteritzat com al-Àzraq. Disseny del vestit de l'alferes de la filà Chano, 1903.

Abu-Abd-Al·lah Muhàmmad ibn Hudhayl as-Saghir (àrab: أبو عبد الله محمد بن هذيل الصغير, Abū ʿAbd Allāh Muḥammad b. Huḏayl aṣ-Ṣaḡīr) (indeterminat - Alcoi, Alcoià, 1276), més conegut com al-Àzraq (àrab: الأزرق, al-Azraq, ‘el Blau’), va ser un cabdill andalusí autor de les tres revoltes mudèjars del sud del Regne de València. Arribà a convertir-se en el senyor mudèjar més famós del segle xiii i molts autors han trobat, en la rememoració de les revoltes d'al-Àzraq, l'origen de les festes de Moros i Cristians d'Alcoi.

## Biografia
Del seu naixement, procedència o orígens familiars no se sap res amb certesa, més enllà que va pertànyer a una família que freqüentava les esferes del poder i de l'alta administració del Xarq al-Àndalus.
La primera aparició documentada d'al-Àzraq és en un document de l'any 1245. Abans d'eixa data no hi ha cap informació que puga refermar certes creences com el seu naixement a la Vall d'Alcalà, la data del seu naixement o, inclús, el color blau dels seus ulls (que se suposa que hauria donat lloc al seu malnom, al-Àzraq.
De la informació documental que es disposa, es pot afirmar que al-Àzraq, abans de la conquesta feudal de les tropes de Jaume el Conqueridor, exercia un alt càrrec governamental en la medina de Dénia, ostentant el títol de visir i tenint a la seua direcció diversos comandants militars.

## Avanç cristià
A mitjans de març de 1244, el cavaller i almirall Carròs de Rebollet du a terme la conquesta de la ciutat de Dénia, mentre Jaume el Conqueridor estava implicat en el setge i posterior conquesta del Castell de Xàtiva, datada entre finals de maig i principis de juny del mateix any.
En setembre de 1244 s'inicia el setge del Castell de Biar, una plaça fortificada molt important, situada en un punt estratègic que controlava les comunicacions cap al sud. Finalment, en febrer de 1245, Biar és conquerida per les tropes feudals de Jaume el Conqueridor.

## La primera revolta
Després de la caiguda de Biar, Jaume el Conqueridor pren la decisió de negociar amb la resistència àrab. Aquesta negociació culminarà amb el conegut com el Pacte del Pouet, un tractat bilingüe entre l'infant Alfons, com a intermediari de son pare Jaume I, i al-Àzraq, signat en abril de 1245, que suposà el lliurament dels castells de Pop i Tàrbena, el manteniment per a al-Àzraq dels castells d'Alcalà i Perpuxent a perpetuïtat i el compromís de cessió en tres anys dels castells de Gallinera, Margarida, Xeroles i Castells, que posseïa al-Àzraq. És en aquest moment, en el Pacte del Pouet, on es coneix històricament per primera vegada la figura d'al-Àzraq, qui protagonitza les negociacions per la part àrab.
Abans que es culminara la cessió dels castells de Gallinera, Margarida, Xeroles i Castells, en 1247, es té coneixement de la pressa d'alguns castells per part d'al-Àzraq, com el castell de Pego o Gallinera, fet contradictori ja que, segons els termes del Pacte del Pouet, este últim castell havia de ser lliurat a Jaume I no abans de 1248, per tant, es pot deduir alguna irregularitat i incompliment de Jaume el Conqueridor en el tractat.

## La segona revolta
L'enviament d'un contingent militar per part de Jaume el Conqueridor al setge de Sevilla va deixar desguarnits els territoris recentment conquerits per ell, facilitant la revolta d'al-Àzraq. Davant el maltractament dels sarraïns i l'incompliment dels acords dels monarques, els mudèjars es revoltaren l'any 1247 sota el comandament d'al-Àzraq, que, en aquest any, ja controlava els castells d'Ambra (vall de Pego), i d'Alcalà, amb nombrosos castells menors. A continuació, va anar prenent els castells de Gallinera, Penàguila o Serra de Finestrat.
Davant aquests fets, Jaume I aprofita la conjuntura per declarar traïdor a al-Azraq i plantejar l'expulsió dels musulmans del Regne de València, malgrat la negativa i pressions dels nobles perquè no es produira l'expulsió dels musulmans degut a la seua aportació com a mà d'obra, l'ajuda econòmica del papa Climent IV fa decantar la balança i Jaume I, el 6 de gener de 1.248 anuncia l'expulsió dels musulmans del Regne. Unes cent mil persones de l'àrea de Xàtiva i d'altres zones agrícoles, són expulsades de les seues terres i marxen cap a Villena des del Castell de Montesa. Açò comportà que una part important dels musulmans expulsats s'afegiren als rebels, fent-se encara més forts, i abocà el regne a una situació de guerra generalitzada.
El 1249 al-Àzraq sofreix una derrota determinant en la batalla del pas del Benicadell, un punt estratègic per al Regne de València. Aquestes batalles, datades en entre la primavera i l'estiu del 1249, acaben amb la derrota del cabdill i la mort d'algun dels comandants àrabs més competents.

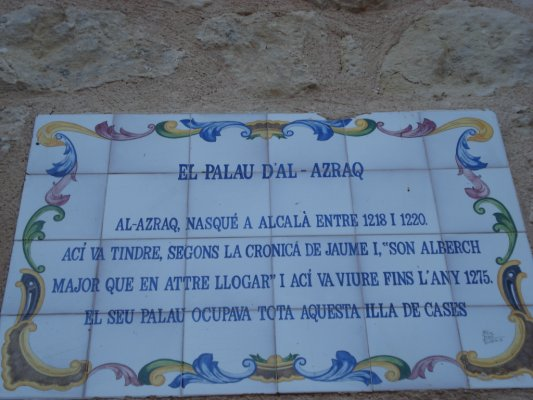
Panell informatiu que es troba a la façana de l'església d'Alcalà de la Jovada.

En la segona revolta mudèjar al-Àzraq dona més d'un maldecap al vell Jaume I, ja que estigué a punt de matar-lo en una emboscada, però, al final, la traïció del seu propi conseller acaba per derrotar-lo. Per l'antiga amistat Jaume I no va empresonar-lo, i fou obligat a exiliar-se, deixant els seus dominis, ja molt reduïts, en mans d'un germà i un oncle, sotmesos a contínues pressions dels nous senyors feudals catalans i aragonesos.
El 1258, Jaume I rebutjà una treva oferta d'al-Àzraq mitjançant el rei Alfons X el Savi, i recuperà gairebé sense resistència els castells de Planes, Pego i Castell de Castells. Als pocs dies, al-Àzraq es va rendir, i lliurà Alcalà, Gallinera i la resta de les fortificacions, i fou expulsat del regne. Jaume I no complí les condicions de l'ajuda del papa Climent VI d'exterminar els musulmans, com ho feia Castella, per por de debilitar el regne econòmicament, i preferí iniciar una sèrie d'accions legals amb l'objectiu de forçar els mudèjars a convertir-se al cristianisme, com a condició per a poder mantenir els seus drets i possessions.

## La tercera revolta

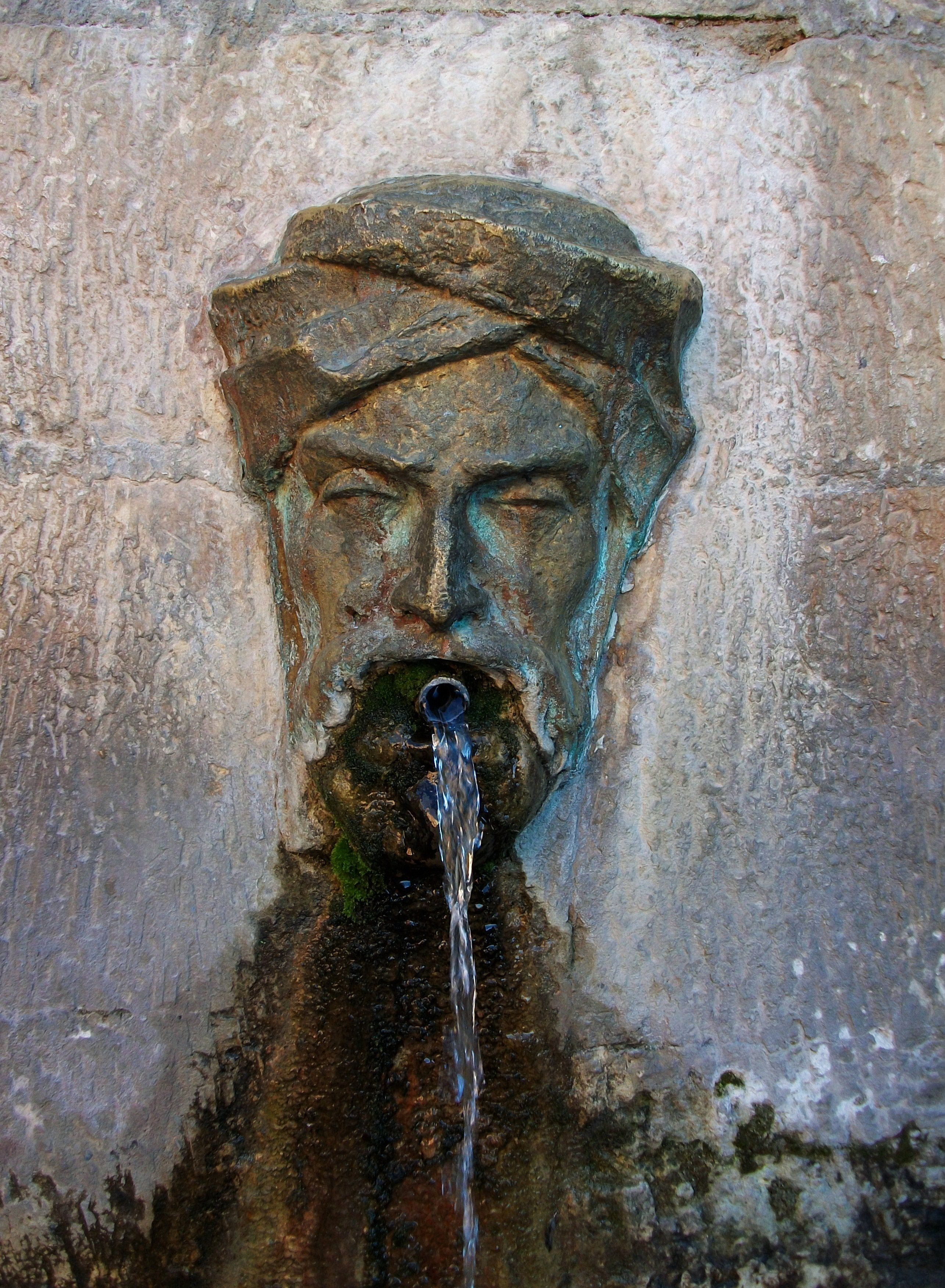
Font d'al-Àzraq a Alcalà de la Jovada.

Açò comportà que, lluny d'aplacar la revolta, es revifara de nou, i en l'any 1276 tingué lloc la tercera revolta dels mudèjars, amb un exèrcit comandant per al-Àzraq des de l'exterior camí cap a Alcoi. Jaume I combinà diplomàcia i guerra per sufocar la revolució, provocà disputes internes entre els musulmans, i recuperà terreny.
La tercera revolta mudèjar fou la que afectà més directament Alcoi, en els dominis antics d'al-Àzraq (Alcalà, Benissili, Pego, Benigànim, o Benissulema). Aquesta vegada, Alcoi fou defensat per quaranta cavallers que arribaren des de Xàtiva, i derrotaren a mort al-Àzraq en una maniobra de distracció. No obstant això, una vegada que l'exèrcit mudèjar inicià la fugida, alguns cavallers de Xàtiva, improvisadament, volgueren perseguir-los, i caigueren en una emboscada militar a mà de rebels encapçalats pel fill d'al-Àzraq, els quals es trobaven amagats per a un contraatac. Alcoi, per tant, quedà desprotegida, i el fill d'al-Àzraq aconseguí prendre-la, així com Xàtiva.
La revolta s'estengué per tot el territori i posà seriosament en perill el Regne de València, amb el fill d'al-Àzraq com a nou cap: mil peons moros atacaren Llíria; els mudèjars de Beniopa es revolten, l'exèrcit musulmà destruí Llutxent i avançava regne endins per la Vall d'Albaida. Hi va intentar conquerir les viles de Cocentaina, Petrer i Castalla, però no ho va aconseguir. Mentrestant, Jaume I caigué malalt i morí el 27 de juliol del 1276, i va heretar el tron valencià el seu fill Pere I el Gran. El nou rei recuperà fortificacions i arribà a un acord de treva de tres mesos. Després, va sotmetre diversos castells i hagué de rendir a la força el de Montesa. La revolta finalitzà l'octubre del 1277, abans que els granadins i els nord-africans pogueren socórrer els mudèjars. Pere I ordenà desarmar-los sense que foren castigats, i l'any 1283 decretà una llei permetent-los la llibertat de desplaçament i de residència en tot el regne, així com la llibertat de comerç.